# Муллуту-Лооде (природна територія)
Приро́дна терито́рія Му́ллуту-Ло́оде (ест. Mullutu-Loode loodusala) — природоохоронна територія в Естонії, у волості Ляене-Сааре повіту Сааремаа. Входить до Європейської екологічної мережі Natura 2000.
Загальна площа — 5816,9 га, у тому числі площа водойм — 1170,9 га.
Природна територія утворена 5 серпня 2004 року.

## Розташування
Населені пункти, що розташовуються поблизу території: місто Курессааре та села Веннаті, Гірмусте, Кирккюла, Коґула, Лагекюла, Муллуту, Мяндьяла, Насва, Паріла, Паевере, Тиллі, Ульє.
На території природної області лежать озера: Вяґара, Ерґессоо, Каалупі, Муллуту, Паадла, Суурлагт.

## Опис
Метою створення об'єкта є збереження 15 типів природних оселищ (Директива 92/43/ЄЕС, Додаток I):
| Код   | Тип оселища | Площа, га |
| ----- | --- | --------- |
| 1150* | Узбережні лагуни | 1028,0    |
| 1220  | Багаторічна рослинність кам'янистих берегів                                                                                                   | 0,4       |
| 1630* | Бореальні балтійські узбережні луки | 62,0      |
| 5130  | Формації з Juniperus communis серед пустищ або карбонатних трав'яних угруповань                                                               | 83,0      |
| 6210* | Напівприродні лучні степи, остепнені луки й чагарникові зарості на вапнякових субстратах (Festuco-Brometalia) (оселища, важливі для орхідних) | 4,6       |
| 6270* | Феноскандійські низинні сухі до мезофітних багатовидові луки                                                                                  | 3,1       |
| 6280* | Північні альвари та плоскі скелі з докембрійських вапняків                                                                                    | 233,0     |
| 6410  | Луки з Molinia на вапнякових, торф'яних або глинисто-мулових ґрунтах (Molinion caeruleae)                                                     | 14,7      |
| 6430  | Гідрофільні прибережні зарості високотравних угруповань рівнин і від монтанного до альпійського висотних поясів                               | 139,0     |
| 6530* | Феноскандійські лісові луки | 326,0     |
| 7210* | Карбонатні низинні болота з видами Cladium mariscus та Caricion davallianae                                                                   | 39,0      |
| 7230  | Лужні низинні болота | 791,0     |
| 9010* | Західна тайга | 286,0     |
| 9020* | Феноскандійські гемібореальні природні старовікові широколистяні листопадні ліси, багаті на епіфіти                                           | 10,9      |
| 9080* | Феноскандійські листопадні заболочені ліси | 180,0     |

На території природної області охороняються (Директива 92/43/ЄЕС, Додаток II) 2 види черевоногих: равлик-завиток лівозакручений (Vertigo angustior) та равлик-завиток чотиризубий (Vertigo geyeri), а також вид орхідних — зозулині черевички справжні (Cypripedium calceolus L.).